# 希尔蒙
希尔蒙（法語：Chirmont，法語發音：[ʃiʁmɔ̃]）是法国上法蘭西大區索姆省的一个市镇，属于蒙迪迪耶区。

## 地理
希尔蒙（49°42'45"N, 2°23'6"E）面积7.85 平方千米，位于法国上法蘭西大區索姆省，该省份为法国北部沿海省份，北起加来海峡省和北部省，西接滨海塞纳省和大西洋英吉利海峡，南至瓦兹省，东临埃纳省。
与希尔蒙接壤的市镇（或旧市镇、城区）包括：绍苏瓦埃帕尼、埃斯克兰维莱尔、拉法卢瓦斯、卢夫勒希、苏尔东。

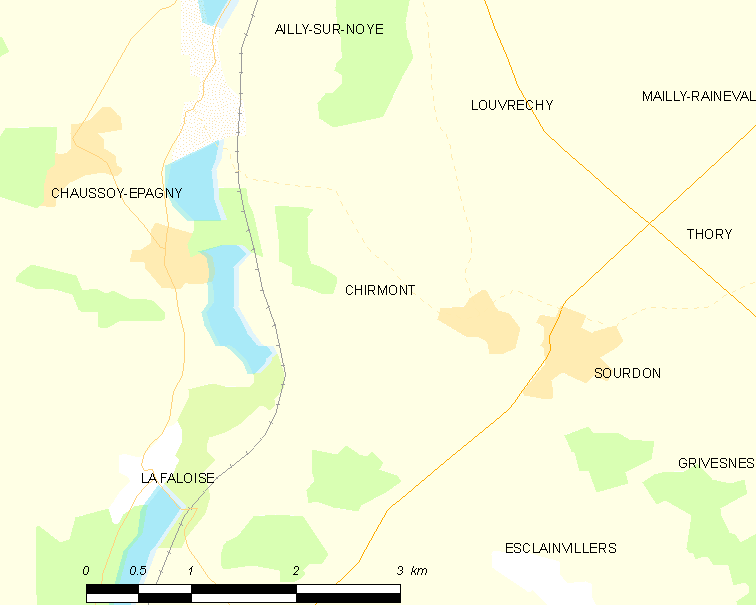
希尔蒙的OSM定位图

希尔蒙的时区为UTC+01:00、UTC+02:00（夏令时）。

## 行政
希尔蒙的邮政编码为80250，INSEE市镇编码为80193。

## 政治
希尔蒙所属的省级选区为努瓦河畔阿伊县。

## 人口

1962-2008年间希尔蒙人口变化图示

希尔蒙于2022年1月1日时的人口数量为153人。